# Lutter (Schunter)
Die Lutter ist ein Bach, der am Rande des Elms in Königslutter am Elm entspringt und nach 7,5 km von links in die Schunter mündet. Das harte, stark Calcium- und Hydrogencarbonat-haltige Quellwasser stammt aus einer Karstquelle, die mit einer durchschnittlichen Schüttung von 230 l in der Sekunde (20.000 m³ pro Tag) zu den stärksten Quellen Norddeutschlands zählt. Die Lutter war namensgebend für den Ort Königslutter.

## Name
Die Bezeichnung Lutter ist niederdeutsch und verwandt mit „Lauter“, das im Mittelhochdeutschen für lauter, hell, rein, sauber steht. Das dürfte hier bei Benennung des Gewässers wegen seines reinen Quellwassers eine Rolle gespielt haben. Lutter ist ein häufiger Fluss- oder Bachname, kommt aber auch in Ortsnamen vor, wie Lutterbeck, Lutter am Barenberge. Das gleichbedeutende „lauter“ gibt es heute noch als Ausdruck, z. B. ein „lauterer Charakter“. Das heutige Königslutter wurde 1135 erstmals urkundlich als Lûtere erwähnt. Die Benennung als Lutter erfolgte gemäß dem durchfließenden Bach. Ende des 14. Jahrhunderts erhielt es den Zusatz „Königs-“ wegen des im Kaiserdom Königslutter bestatteten Königs und späteren Kaisers Lothar von Süpplingenburg.

## Geographie

### Lutterspring

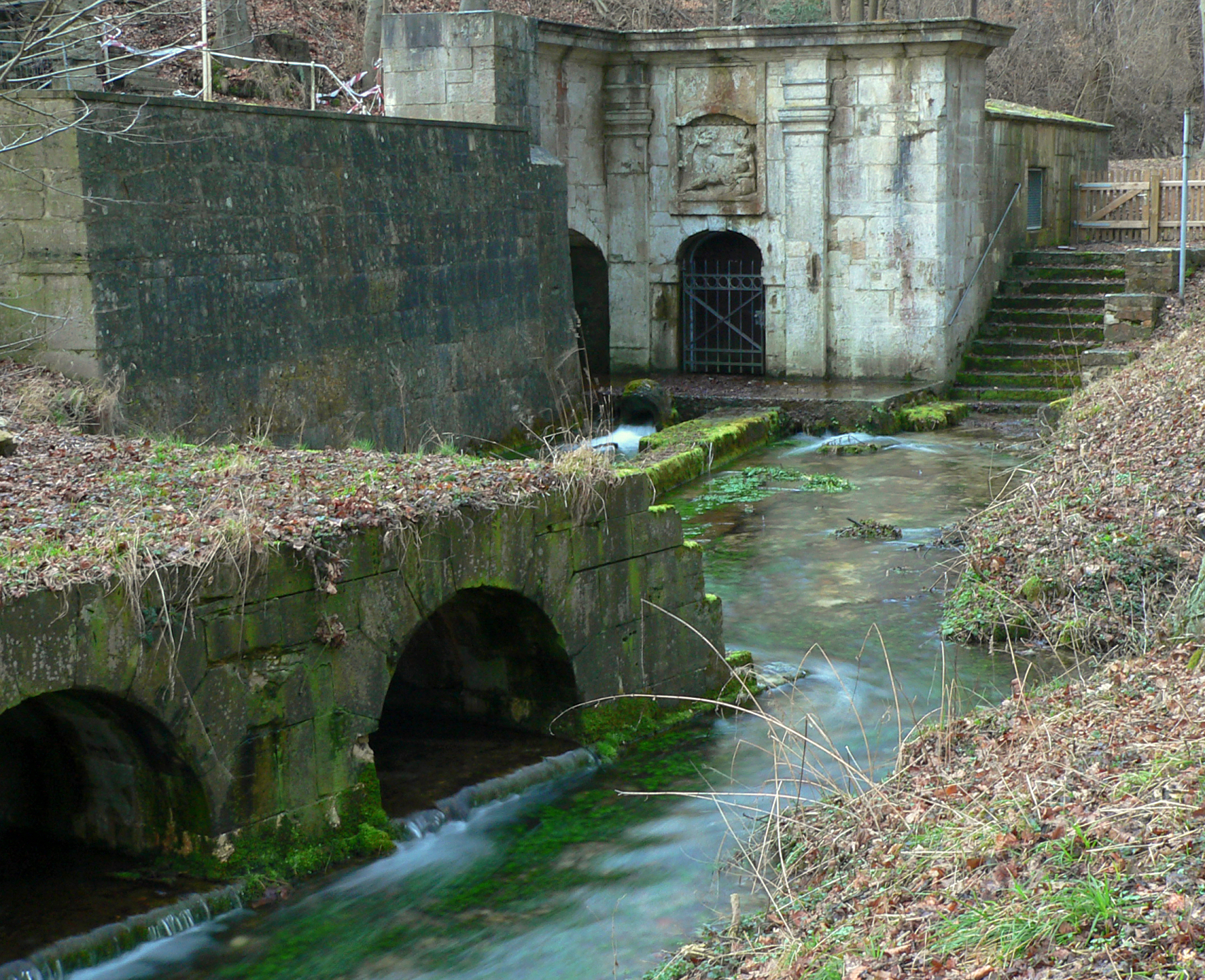
Lutterquelle

Die Lutterquelle ist mit einer Schüttung von durchschnittlich 800 m³ pro Stunde eine der stärksten Quellen im norddeutschen Raum. Das ist darauf zurückzuführen, dass es sich bei ihr um eine Karstquelle handelt.
Die Quelle befindet sich südlich von Königslutter an der Landstraße Elm-aufwärts. Unterhalb der Sturzquelle quillt das Wasser aus sechs weiteren Quelltöpfen in einem flachen Gelände hervor und bildet kleinere Teiche. Benannt wurde die Quelle als Abt-Fabricius-Quelle, ist aber besser als Lutterspring bekannt, wonach auch die oberhalb der Quelle liegende Waldgaststätte benannt wurde. Lutterspring mit dem Quellenhaus und der zeitweise betriebenen Gaststätte ist seit Beginn des 20. Jahrhunderts ein touristisches Ausflugsziel.

### Verlauf
Der Quellbereich mit den Quelltöpfen ist ein parkähnliches Gelände. Von ihm verläuft die Lutter in zwei Bacharmen in nordöstlicher Richtung ins etwa 1 km entfernte Königslutter. Parallel verläuft ein Wanderweg (Unter den Eichen). Der Bach fließt durch den Ort – auch durch das Gelände des AWO Psychiatriezentrums – und ist dort teilweise überbaut. Er quert die Mühlenstraße und tritt beim Gasthaus Zur Herrenmühle an die Oberfläche. Östlich der Stadtmauer bei der Wasserburg ist das Ufer der Lutter abschnittsweise vielfältig bewachsen. Im Weiteren fließt sie durch das ehemalige Gelände der Zuckerfabrik und jetzige Centro Kö. Unterhalb des Orts verläuft sie noch einige Kilometer nach Nordosten und Norden und mündet nach etwa 8 km zwischen Beienrode und Groß Steinum im Naturschutzgebiet Lutterlandbruch in die Schunter.

## Geschichte
Das harte, mineralstoffreiche Wasser der Lutter wurde in früheren Jahrhunderten von 73 Brauhäusern in Königslutter zum Brauen des obergärigen Duckstein-Biers verwendet. Die Wasserkraft der Lutter nutzten bis zu zehn Wassermühlen, von denen es 1403 allein in Königslutter sieben gab. Sie dienten als Getreide-, Öl-, Walk-, Papier- und Pulvermühlen.

## Wasserqualität
Der Oberlauf der Lutter oberhalb von Königslutter weist kaum Belastungen auf und wurde 2002 der Güteklasse I–II zugeordnet, obwohl im gesamten Gewässer nur drei Arten von Eintagsfliegenlarven (Baetis rhodani, Baetis vernus und Cloeon dipterum) und eine Gattung Steinfliegen (Nemoura) vertreten sind. Allerdings sind 63 % der in der Lutter beheimateten Arten für Fließgewässer typisch. Im weiteren Verlauf des Gewässers nimmt die Belastung zu, sodass der restliche Lauf in die Güteklasse II eingestuft wurde.
Zur Umsetzung der EG-Wasserrahmenrichtlinie hat das zuständige Landesamt NLWKN die Lutter in die Wasserkörper 15055 (Oberlauf mit 1,6 Kilometer Länge) und 15054 (6,1 Kilometer Länge bis zur Mündung) eingeteilt und 2009 bewertet. Der Oberlauf wird auch hier hinsichtlich der chemischen Beschaffenheit und des Saprobie-Index mit „gut“ bewertet, jedoch wird der ökologische Gesamtzustand wegen erheblicher Strukturdefizite als „unbefriedigend“ bezeichnet. Die Gewässerstrukturgüte erhält abschnittsweise nur die Noten „V“. Grund dafür sind teilweise fehlende Ufergehölze, mehrere Sohlabstürze und der durchgehend gestreckte Verlauf. Abschnittsweise erhält er auch die Note „II“. Ähnlich wird der weitere Verlauf bewertet, der in puncto Strukturgüte noch eine Note schlechter, bei den anderen Parametern aber trotz der Einleitung aus gedüngten Ackerflächen gut abschneidet. Für die Verbesserung der Struktur enthalten die Datenblätter einen Maßnahmenkatalog.